# Yves Deprez
Pour les articles homonymes, voir Deprez.
Pas d'image ? Cliquez ici
Yves Deprez, né le 15 juillet 1938 et mort le 6 mars 2024, est un pilote automobile belge. Il a notamment participé à trois reprises aux 24 Heures du Mans, en 1969, 1970 et 1972.

## Carrière
Sa carrière en sport automobile débute en 1964 en participant à la saison inaugurale du championnat de France de Formule 3.
En 1968, il participe au Marathon de la nuit à bord d'une Mazda Cosmo Sport 110 S, et termine quatrième.
Durant la même année, il pilote dans le championnat d'Europe des voitures de tourisme, en division 3, et termine 12e au classement général. L'année suivante, il poursuit de la même manière son engagement.
Toujours en 1969, il participe aux 24 Heures du Mans à bord d'une Porsche 911 S, et associé à Jean-Pierre Gaban ils e classe dixième du classement général et remporte la catégorie GT, c'est la première fois qu'une Porsche 911 se classe parmi les dix premiers aux 24 Heures du Mans,,. En 1970, il participe de nouveau aux 24 Heures et abandonne sur Chevron B16,.
En 1972, il participe une dernière fois aux 24 Heures du Mans, où il pilote la De Tomaso Pantera, engagée par Claude Dubois, il est seizième à l'arrivée,.
L'année suivante, il retrouve là aussi pour la dernière fois le championnat d'Europe des voitures de tourisme, en division 2 cette fois ci et pour une course seulement.